# Siccia sordida
Siccia sordida là một loài bướm đêm thuộc phân họ Arctiinae, họ Erebidae.